# 心叶斑籽
心叶斑籽（学名：Baliospermum yui）为大戟科斑籽属下的一个种。

## 扩展阅读
- 維基物種上的相關：心叶斑籽